# 그란폰도

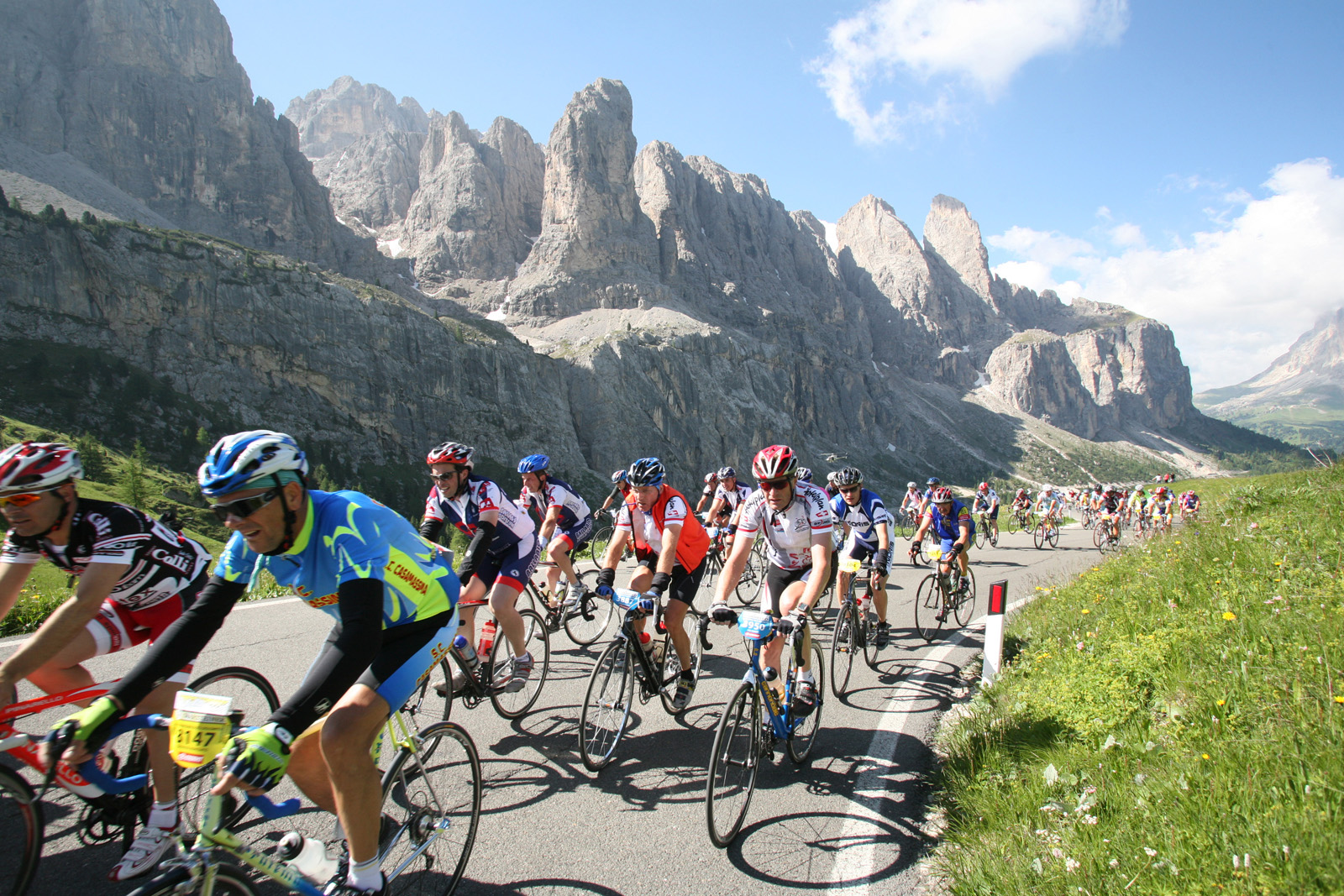

그란폰도(granfondo)는 이탈리아어로 'long distance or great endurance'라는 뜻으로 자전거를 이용한 비경쟁 방식의 동호인 대회를 의미한다. 사이클로스포티브(cyclosportive)라고도 부른다.
일반적으로 매년 개최되는 단거리에서 장거리에 이르는 조직적인 대규모 사이클링 이벤트이다. 이탈리아 용어 그란폰도는 일반적으로 미국, 호주 및 기타 영어권 국가에서 이러한 행사에 사용된다.
많은 사이클리스트는 거리와 궁극적으로 시계에 대한 개인적인 전투에서 자신에게 도전하기 위해 스포티브를 사용한다. 그란폰도의 일부 참가자는 특히 La Marmotte, L'Étape du Tour 및 Ardechoise와 같은 이벤트에서 1위를 차지한 선수에게 상금과 상당한 명성을 주는 경주처럼 이벤트를 탈 것이다.
그란폰도는 전통적인 사이클 로드 레이스와 더 도전적인 비경쟁 란도네 또는 오닥스 이벤트 사이에 있다. 라이더는 일반적으로 번호를 가지고 있으며 코스를 완료하는 데 걸리는 시간이 기록된다. 일반적으로 코스를 완료해야 하는 상한 시간 제한이 있다. 이미 긴 코스는 전통적으로 오르막과 어려운 라이딩 조건을 포함하여 이벤트의 장점을 더한다. (예: 파리루벡스의 자갈길).